# Інокентій Монастирський

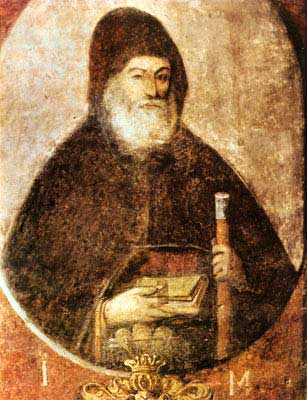
Портрет. Кирилівська церква, XVII століття

Ігумен Інокентій (в миру Монастирський, † 1697) — український дипломат, громадський та церковний діяч єврейського походження, ігумен Кирилівського монастиря в Києві.

## Життєпис
З 1681 був ігуменом Кирилівського монастиря, брав діяльну участь у релігійних та політичних подіях в України в кінці XVII століття. Збереглися його листи до гетьмана Івана Мазепи та іншим особам.
У 1689, за дорученням київського митрополита, написав книгу про «пресуществлення» святих дарів. Цей твір спрямовано проти Ліхудів і написано в різкому полемічному тоні. З приводу релігійних розбіжностей українців з росіянами з питання про час пресуществлення святих дарів Інокентій їздив в Москву і брав участь у диспутах.
У роки його ігуменства значно збільшилися монастирські земельні володіння, також в підпорядкуванні Кирилівського монастиря опинився Ржищівський монастир з усіма його землями. Це був час найвищого розквіту Кирилівського монастиря, тільки Києво-Печерська Лавра перевершувала його славу.
Помер у 1697.

## Герб Монастирського
На портреті Інокентія Монастирського зображений герб типу «Сас». Генеалогічні дослідження вказують, що серед осіб, які мали такий герб, справді були Монастирські, котрі походили з Перемишлянщини. Можна припустити, що шляхетство було куплене кимось, із предків Інокентія (євреїв за етнічною належністю) у збіднілих шляхтичів Монастирських.